# Debian
Debian GNU/Linux (anglická výslovnost [ˈdɛbien]IPA či [ˈdeɪbien]IPA, česká [debijan]) je jednou z nejstarších doposud vyvíjených distribucí GNU/Linuxu, kterou nevyvíjí komerční subjekt, ale je připravována velkým množstvím dobrovolníků z celého světa. Je známa především svou konzervativností. Přesto je to jedna z nejrozšířenějších linuxových distribucí na světě.
Debian je pro svou stabilitu a jednoduchou údržbu velmi oblíbený zejména pro serverové instalace, naopak jeho podíl na desktopech v posledních letech[kdy?] poněkud poklesl, zejména po příchodu distribuce Ubuntu; ta je ovšem na Debianu založena.

## Historie projektu
První zmínka o distribuci Debian pochází z 16. srpna roku 1993. Zakladatelem byl kostnický rodák Ian Murdock, který v té době studoval na Purdueově univerzitě.
Murdock sám svůj Debian nazýval „Debian Linux Release“. V eseji Debian manifesto (viz také: GNU Manifest) nabádal k vytvoření distribuce v duchu GNU a Linuxu, tedy v duchu svobody, nikoli pouze něčeho zadarmo („free as in freedom, not as in free beer“). Prakticky je to realizováno tak, že celý projekt je řízen vývojáři, kteří si ze svého středu volí jednoho, jenž bude stát po dobu jednoho roku jako Project Leader v čele celého úsilí.
V období listopad 1994 – listopad 1995 byl Debian sponzorován nadací Free Software Foundation (FSF), hned nato byla založena nezisková organizace Software in the Public Interest (SPI) (česky software ve veřejném zájmu), která pokrývá náklady tohoto i několika dalších projektů.
Jméno Debian je kompozitum jména Murdockovy přítelkyně a nynější exmanželky Debry a jeho křestního jména Ian. V českojazyčném prostředí je možno se setkat s používáním jak původní, tak české výslovnosti.
Debian se pomalu utvářel mezi lety 1994–1995, v roce 1995 začaly probíhat první práce na portování na jiné hardwarové architektury a v roce 1996 vyšla první stabilní verze. V tomtéž roce nahradil Bruce Perens ve vedení projektu Murdocka. Kromě toho došlo k významné události: dlouholetý vývojář Ean Schuessler navrhl, aby Debian uzavřel společenskou smlouvu mezi uživateli, vývojáři a projektem. Po bouřlivých diskuzích na mailing listech byla odsouhlasena finální podoba Debian Social Contract (Společenské smlouvy Debianu), Debian Constitution (Debianí ústava) a Debian Free Software Guidelines (Debianí vymezení svobodného softwaru). První dokument stanovuje, že projekt bude navždy svobodný ve smyslu svobody určování směru vývoje. Druhý mj. určuje postavení a pravomoci voleného Project Leadera. Třetí pak definuje, jaký software je svobodný a ustanovuje, že nesvobodný software nepatří do Debianu (avšak stále je možnost si takovýto software doinstalovat, což je ponecháno na rozhodnutí uživatele).

## Verze Debianu

### Větve
Debian má tři hlavní větve (anglicky branches), do kterých se software člení podle úrovně otestování a míry funkčnosti:
- stable – stabilní, pečlivě otestovaný a chyb zbavený software, připravený pro nasazení i v kritických aplikacích, avšak již poněkud zastaralý. Pro tuto větev jsou však pravidelně vydávány záplaty, řešící kritické chyby a bezpečnostní problémy. Díky zastaralosti softwaru se příliš nehodí pro desktopové nasazení.
- testing – testovací, novější software, použitelný pro desktop, avšak s možným výskytem chyb.
- unstable – „nestabilní“, vývojářská větev, používaná převážně vývojáři, nadšenci a lidmi, kteří chtějí žít na ostří nože („bleeding edge“). Nejedná se ovšem přímo o nestabilní vydání, obsahuje pouze novější software, který nebývá důkladně odladěn, hodí se tedy i pro běžné použití mírně pokročilými uživateli.

Kromě toho existují ještě čtyři další větve:
- oldstable – zastaralý software, který byl předtím ve větvi stable.
- oldoldstable – zastaralý software, který byl předtím ve větvi oldstable.
- experimental – experimentální větev, používání se nedoporučuje ani vývojářům, používá se skutečně k pokusům, obvykle je zde software ve stejné verzi jako v unstable větvi.
- unreleased – větev, kam mohou vývojáři nahrávat balíčky (zdrojové kódy) s vylepšeními pro konkrétní architektury, než je správce přijme do unstable větve.

### Vydání
Vydání Debianu se označují kódovými jmény podle postaviček z filmové série Toy Story. Větev unstable nese ustálené označení Sid (podle zlého chlapce-souseda, který ve filmu ničil hračky).

LTS verze (Long Term Support) je podporována dobrovolníky, kteří přebírají podporu od oficiálního security teamu Debian a vydávají bezpečnostní aktualizace místo něj. Cílem je prodloužit životnost LTS verzí na alespoň 5 let (tj. 3 roky samotný Debian + 2 roky LTS team).
LTS verze nepodporuje všechny balíky z původní distribuce. Pro kontrolu je potřeba nainstalovat balíček debian-security-support a spustit příkaz check-support-status.

Po skončení podpory LTS verze je možné si ještě zaplatit podporu ELTS (Extended LTS), které prodlouží životnost vydání verze Debianu na celkem 10 let. Takto jsou však podporovány jen vybrané architektury a balíky. Služba funguje od verze 8 "Jessie".
V následující tabulce jsou seřazeny vydané verze od nejstarší po nejnovější:
| Verze | Kódové označení | Datum vydání      | Ukončení podpory                               | Počet balíků | Novinky                                                                                      |
| ----- | --------------- | ----------------- | ---------------------------------------------- | ------------ | -------------------------------------------------------------------------------------------- |
| 1.1   | Buzz            | 17. červen 1996   |                                                | 474          | ELF, Linux 2.0                                                                               |
| 1.2   | Rex             | 12. prosinec 1996 |                                                | 848          |                                                                                              |
| 1.3   | Bo              | 5. červen 1997    | 14. května 1998                                | 974          |                                                                                              |
| 2.0   | Hamm            | 24. červenec 1998 | 15. února 1999                                 | ≈ 1 500      | glibc                                                                                        |
| 2.1   | Slink           | 9. březen 1999    | 30. září 2000                                  | ≈ 2 250      | APT                                                                                          |
| 2.2   | Potato          | 15. srpen 2000    | 30. června 2003                                | ≈ 3 900      |                                                                                              |
| 3.0   | Woody           | 19. červenec 2002 | 30. června 2006                                | ≈ 8 500      |                                                                                              |
| 3.1   | Sarge           | 6. červen 2005    | 31. března 2008                                | ≈ 15 400     | Modulární instalátor                                                                         |
| 4.0   | Etch            | 8. duben 2007     | 15. února 2010                                 | ≈ 18 000     | Grafický instalátor                                                                          |
| 5.0   | Lenny           | 14. únor 2009     | 6. února 2012                                  | ≈ 23 000     | NTFS-3G                                                                                      |
| 6.0   | Squeeze         | 6. únor 2011      | 31. května 2014 (LTS verze: 29. února 2016)    | ≈ 29 000     | Závislostně založené bootování, free firmware                                                |
| 7     | Wheezy          | 4. květen 2013    | 25. dubna 2016 (LTS verze: 31. května 2018)    | ≈ 36 000     | Multiarch                                                                                    |
| 8     | Jessie          | 25. duben 2015    | 17. června 2018 (LTS verze: 30. června 2020)   | ≈ 43 000     | systemd jako výchozí spouštěcí systém                                                        |
| 9     | Stretch         | 17. červen 2017   | 18. července 2020 (LTS verze: 30. června 2022) | ≈ 51 000     |                                                                                              |
| 10    | Buster          | 6. červenec 2019  | 10. září 2022 (LTS verze: 30. června 2024)     | ≈ 59 000     | zapnutý AppArmor, nftables jako výchozí, podpora Secure Boot, Wayland pod GNOME jako výchozí |
| 11    | Bullseye        | 14. srpen 2021    | červenec 2024 (LTS verze: červen 2026)         | 59 551       | tisk a scan bez ovladačů (IPP-USB), nativní podpora exFAT                                    |
| 12    | Bookworm        | 10. červen 2023   | červen 2026 (LTS verze: červen 2028)           | 64 419       | nesvobodný firmware součástí instalátoru                                                     |
| 13    | Trixie          | 8. srpen 2025     | srpen 2028 (LTS verze: červen 2030)            |              | očekává se podpora architektury RISC-V                                                       |
| 14    | Forky           |                   |                                                |              |                                                                                              |
| 15    | Duke            |                   |                                                |              |                                                                                              |

|  | Stará verze |  | Starší, stále podporovaná verze |  | Aktuální stabilní verze |  | Budoucí verze |

## Správa softwaru
Oproti klasickým „komerčním distribucím“, jako jsou Red Hat, Mandriva nebo SUSE, nepoužívá balíčkovací systém postavený na RPM (RPM Package Manager, dříve Red Hat Package Manager), ale má vlastní balíčkovací systém tzv. deb-balíčků, který je velmi propracovaný a umožňuje velmi jednoduše provádět správu balíčků z různých zdrojů. Nazývá se Advanced Packaging Tool (APT).

## Porty na jiná jádra
Přestože je dnes Debian znám především jako distribuce GNU/Linuxu, je vyvíjeno také několik variant Debianu s jádry jinými než Linux. Tyto variace si ovšem zachovávají uživatelské prostředí z projektu GNU a umožňují instalaci dalšího svobodného softwaru pomocí balíčkovacího systému.
Vydané porty, označené jako stabilní:
- Debian GNU/Linux – první oficiální Debian, používající jádro Linux
- Debian GNU/kFreeBSD – port na jádro FreeBSD

Vydané porty jako uživatelské testovací verze, ve vývoji:
- Debian GNU/Hurd – port na jádro GNU Hurd

Dosud nevydané nebo ukončené:
- Debian GNU/NetBSD – port na jádro NetBSD
- Debian GNU/OpenBSD – port na jádro OpenBSD
- Debian GNU/w32 (nebo také Debian GNU/Win32) – port do POSIX prostředí Cygwin pro Microsoft Windows
- Debian GNU/MinGW – port s využitím vývojového prostředí MinGW (Minimalist GNU for Windows) pro Microsoft Windows
- Debian GNU/POSIX-2 – port s využitím vývojového prostředí POSIX/2 pro IBM OS/2
- Debian GNU/FreeDOS (nebo také Debian GNU/DJGPP) – port na jádro FreeDOS
- Debian GNU/Plan9 (nebo také Debian GNU/9front) – port na jádro Plan9
- Debian GNU/Beowulf – Beowulf cluster je obecný název pro systém propojování levných počítačů (jako jsou například PC) za účelem vytvoření nákladově efektivního paralelního „superpočítače“. Mnoho uživatelů používalo operační systém Debian v rámci instalace Beowulf cluster z důvodu kvalitně zpracovaných nástrojů pro správu systému a dostupnosti potřebných balíčků. Port Debian GNU/Beowulf byl oficiálně ze stránek portů Debianu vyřazen počátkem roku 2020.

Nepodporované přímo projektem Debian:
- Nexenta OS (Debian GNU/OpenSolaris) – poslední verze je z roku 2012; jde sice o systém založený na Debianu, ale jeho vývoj nebyl řízen Debianem (jakožto projektem samotným).

## Systémy založené na Debianu
- Ubuntu (a jeho deriváty: Kubuntu, Lubuntu, Xubuntu, Edubuntu, Linux Mint a další)
- Knoppix
- Danix
- Kanotix
- Sidux
- gNewSense
- Linux Mint Debian Edition
- Raspbian
- Kali Linux
- Armbian[12] (pro počítače založené na procesorech ARM)